# Damernas dubbelsculler i rodd vid olympiska sommarspelen 1976
Damernas dubbelsculler i rodd vid olympiska sommarspelen 1976 avgjordes mellan den 19 och 24 juli 1976. Grenen hade totalt 20 deltagare från 10 länder.

## Medaljörer
| Gren          | Guld                                        | Silver                              | Brons                                               |
| Dubbelsculler | Svetla Otsetova och Zdravka Jordanova (BUL) | Sabine Jahn och Petra Boesler (GDR) | Eleonora Kaminskaite och Genovaite Ramoškiene (URS) |

## Resultat

### Final
| Placering | Roddare                                       | Land          | Tid     |
| --------- | --------------------------------------------- | ------------- | ------- |
| 1         | Svetla Otsetova och Zdravka Jordanova         | Bulgarien     | 3:44,36 |
| 2         | Sabine Jahn och Petra Boesler                 | Östtyskland   | 3:47,86 |
| 3         | Eleonora Kaminskaite och Genovaite Ramoškiene | Sovjetunionen | 3:49,93 |
| 4         | Solfrid Johansen och Ingun brechan            | Norge         | 3:52,18 |
| 5         | Jan Palchikoff och Diane Braceland            | USA           | 3:58,25 |
| 6         | Cheryl Howard och Bev Cameron                 | Kanada        | 4:06,23 |